# لی کسین (بازیکن بسکتبال)
لی کسین (انگلیسی: Li Xin؛ زادهٔ ۵ نوامبر ۱۹۶۹) بازیکن بسکتبال، و سرمربی (بسکتبال) اهل چین است.